# Bolesław Szymański (prezydent Białegostoku)
Bolesław Szymański (ur. 1877, zm. 1940) – prezydent Białegostoku wybrany przez radę miejską pochodzącą z pierwszych wyborów do rady miejskiej w dniu 7 września 1919. Piastował to stanowisko przez dwie kadencje do 1927. Miał żonę Marię (1888-1969) i córkę Halinę (1911-1981). Jesienią 1939 roku wraz z rodziną został zesłany na Syberię. Jego symboliczny grób znajduje się na Powązkach w Warszawie.